# Sežana
Sežana (em italiano:  Sesana; em alemão:  Zizan) é um município da Eslovênia. A sede do município fica na localidade de mesmo nome.